# Abdolrahim Mousavi
Abdolrahim Mousavi (en persa: سید عبدالرحیم موسوی‎) (Qom, 1965) es un oficial militar iraní, actual jefe del Estado Mayor de las Fuerzas Armadas de la República Islámica de Irán. Asumió el cargo tras el asesinato de su predecesor, Mohammad Bagheri, durante los ataques israelíes contra Irán en junio de 2025. Anteriormente se desempeñó como jefe de Estado Mayor y comandante en jefe del Ejército de la República Islámica de Irán de 2017 a 2025.

## Carrera

### Primeros años
La carrera militar de Mousavi comenzó en 1979. Durante la Guerra Irán-Irak (1980-1988), participó activamente en la unidad de artillería del Ejército de la República Islámica de Irán, desempeñándose en diversos frentes. Estuvo destacado tanto en la 28.ª División de Kurdistán como en el 33.º Grupo de Artillería de las Fuerzas Terrestres, en la provincia de Juzestán.
Entre 1999 y 2005, ocupó el cargo de Jefe del Estado Mayor Conjunto del Ejército de la República Islámica de Irán. Posteriormente, entre 2008 y 2016, se desempeñó como comandante en jefe adjunto del mismo ejército. De 2016 a 2017, fue subjefe del Estado Mayor de las Fuerzas Armadas de la República Islámica de Irán. En 2017 fue ascendido de general de brigada a general de división. Desde agosto de ese mismo año hasta junio de 2025, se desempeñó como Jefe del Estado Mayor y Comandante en Jefe del Ejército de la República Islámica de Irán.
En agosto de 2017, dijo que «el espíritu mártir y yihadista del pueblo iraní» hacía imposible que Estados Unidos y sus aliados atacaran militarmente a Irán.
En enero de 2018 se refirió a Estados Unidos como el «Gran Satán». Ese año también dijo que su mayor deseo es «la aniquilación de Israel».
En septiembre de 2019, afirmó que «Estados Unidos es como un animal que te perseguiría si huyes, y huiría si lo atacas». En enero de 2020, tras las advertencias del presidente estadounidense Donald Trump, afirmó que Estados Unidos «carecía del coraje» para iniciar un conflicto con Irán.
Mousavi mencionó en abril de 2023 que Israel estaba «demasiado pequeño para ser considerado una amenaza» para la República Islámica de Irán, según informó Middle East Monitor. En mayo de 2025, Mousavi desestimó los comentarios de los funcionarios israelíes como «fanfarronería» y dijo que «el liderazgo israelí carece de la capacidad de perjudicar la grandeza de Irán».
El 13 de junio de 2025, el Líder Supremo de Irán, Ali Jamenei, lo nombró como el nuevo jefe del Estado Mayor, tras el asesinato de Mohammad Bagheri, en los ataques israelíes contra Irán.

## Sanciones
En marzo de 2023, Mousavi fue sancionado por la Oficina de Control de Activos Extranjeros (OFAC) del Departamento del Tesoro de Estados Unidos por graves abusos contra los derechos humanos. Señaló que, tanto en las protestas económicas de noviembre de 2019 como en las protestas tras la muerte de Mahsa Amini en septiembre de 2022, las tropas bajo su mando utilizaron ametralladoras para disparar indiscriminadamente contra multitudes de manifestantes. También figura en las listas de sanciones de la Unión Europea, el Reino Unido y Australia por graves abusos de los derechos humanos.

## Distinción
El 10 de marzo de 2024, Mousavi recibió la medalla de la Orden de Fath (también conocida como Medalla de la Victoria) de manos del Líder Supremo Ali Jamenei por «mejorar la capacidad de defensa, combate y disuasión» de las fuerzas armadas iraníes. Ese mismo día, también se entregó una medalla al comandante en jefe del Cuerpo de la Guardia Revolucionaria Islámica, Hossein Salami.